# زبابيات الشجر
زبابيات الشجر مجموعة صغيرة من الثدييات الحقيقية التي تنتشر بكثرة في الغابات الاستوائية بجنوب شرق آسيا تنقسم إلى 20 نوع في 5 أجناس، كما تتميز بارتفاع معدل كتلة الدماغ إلى الجسم أكثر من أي ثدي آخر، وهذا يشمل الإنسان أيضا، وهذا المعدل المرتفع شائع بين الثديات التي تزن أقل من كيلوجرام واحد.
على الرغم من أن اسم هذا النوع هو زبابيات الشجر إلا أنه ليس زباب حقيقيًا (كان هذا النوع من الثديات يصنف من آكلات الحشرات) وليست كل الأنواع بالضرورة ذات تحرك شجري من بين الأمور الأخرى تأكل زبابيات الشجر ثمارالرافليسيا.
في ترتيب الثديات تعتبر الزبابيات أقرب ارتباطا للرئيسيات، وقد تم استخدامها كبديل للرئيسيات في الدراسات التجريبية الخاصة بالحسر «قصر النظر» والضغوط الاجتماعية النفسية والتهاب الكبد.

## الخصائص
هي ثديات أسطوانية بذيل طويل وناعم، ذات فراء رمادي إلى بني محمر، الأنواع الأرضية أكبر حجما من الأنواع الشجرية تمتلك مخالب كبيرة تساعدها على الحفر لاصطياد فرائسها من الحشرات، تعتبر من القارت (آكلات المواد الحيوانية والنباتية), تتغذى على الحشرات والفقاريات الصغيرة، والفواكه، والبذور. لديها أنياب ضعيفة التطور وأضراس غير متخصصة.